# Hispano-Suiza 20–30 HP

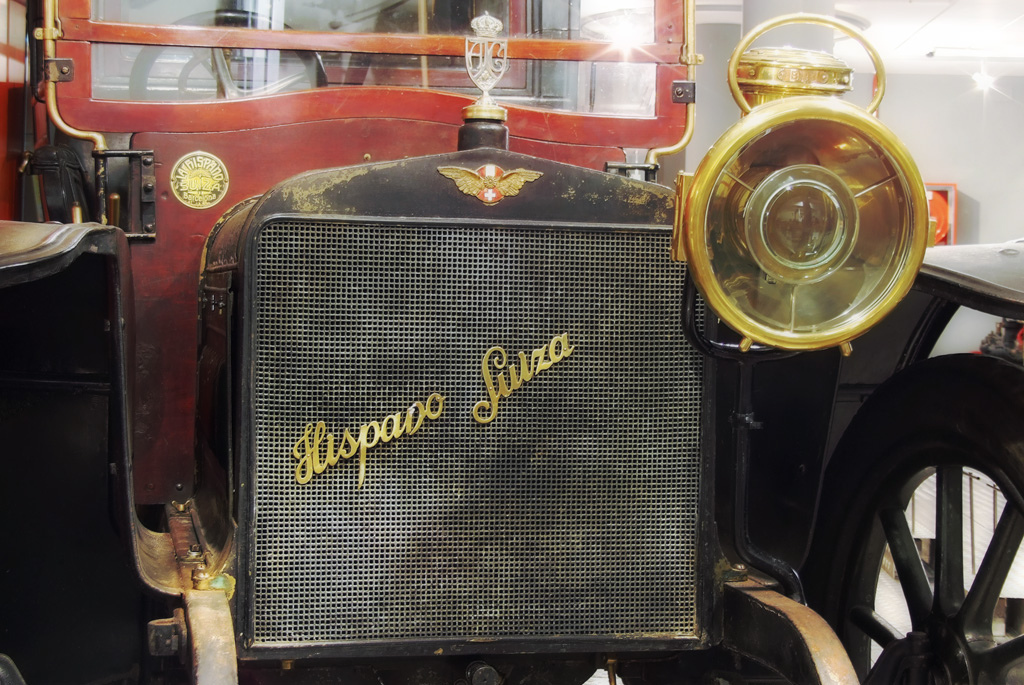
Blick auf den Kühlergrill

Der Hispano-Suiza 20–30 HP ist ein Pkw-Modell. La Hispano-Suiza stellte die Fahrzeuge im spanischen Barcelona her.

## Beschreibung
Das Modell wurde 1908 als Nachfolger des Hispano-Suiza 20 HP eingeführt. Der Vierzylinder-Reihenmotor war überarbeitet worden. Die Abmessungen mit 100 mm Bohrung, 120 mm Hub und 3770 cm³ Hubraum blieben zunächst gleich. Der Motor war wassergekühlt und leistete 30 PS. Er war vorn im Fahrgestell eingebaut und trieb über eine Kardanwelle und ein Vierganggetriebe die Hinterachse an. 1910 wurde laut einer Quelle der Hub auf 130 mm verlängert, was 4084 cm³ Hubraum und 32 PS Leistung ergab.
Im Vereinigten Königreich wurde das Fahrzeug auch 20/30 HP genannt und war mit 24,8 RAC Horsepower eingestuft.
Während der ersten beiden Jahre betrug der Radstand 285 cm und die Spurweite 138 cm. Die verbesserte Version von 1910 hatte wahlweise 290 cm oder 315 cm Radstand. Das Fahrgestell wog zwischen 750 kg und 780 kg. Bekannt sind Aufbauten als Doppelphaeton, Coupé de Ville und Landaulet.
Nachfolger wurde der Hispano-Suiza 30–40 HP.

## Produktionszahlen
1908 entstanden 36 Fahrzeuge und im Folgejahr 24. Von der verbesserten Version entstanden 1910 zwölf Fahrzeuge. In der Summe sind das 72 Fahrzeuge. Eine andere Quelle bestätigt 60 und 12 Fahrzeuge für die einzelnen Versionen.